# Gustav-Adolf Moths
Gustav-Adolf Moths (Amburgo, 21 settembre 1877 – ...) è stato un canottiere tedesco.
Partecipò ai Giochi della II Olimpiade che si svolsero a Parigi nel 1900. Con la sua squadra, il Favorite Hammonia, prese parte, come timoniere, alla sola semifinale di quattro con che qualificò la sua squadra alla finale A, dove poi il Favorite Hammonia vinse la medaglia di bronzo. Il CIO inserisce tra i medagliati Moths anziché Max Ammermann, che fu timoniere nella finale.

## Palmarès
| Anno | Manifestazione | Sede   | Evento      | Risultato |
| ---- | -------------- | ------ | ----------- | --------- |
| 1900 | Olimpiadi      | Parigi | Quattro con | Bronzo    |